# Élections législatives lituaniennes de 2024
Les élections législatives lituaniennes de 2024 ont lieu les 13 et 27 octobre 2024 afin de renouveler pour quatre ans les membres du parlement lituanien, le Seimas.
Le gouvernement sortant est formé d'une coalition tripartite réunissant l'Union de la patrie - Chrétiens-démocrates lituaniens (TS-LKD) de la Première ministre Ingrida Šimonytė, le Mouvement libéral (LRLS) et le Parti de la liberté (LP).
Comme annoncé dans les sondages, le premier tour voit le succès du Parti social-démocrate lituanien (LSDP) mené par Vilija Blinkevičiūtė. Malgré sa victoire, cette dernière se retire néanmoins pour raisons de santé. Gintautas Paluckas lui succède à la tête du LSDP et forme une coalition avec l'Union des Démocrates « Pour la Lituanie » (DSVL) de Saulius Skvernelis et Aube du Niémen (NA) de Remigijus Žemaitaitis. Le Gouvernement Paluckas entre en fonction le 12 décembre 2024.

## Contexte

### Élections législatives de 2020

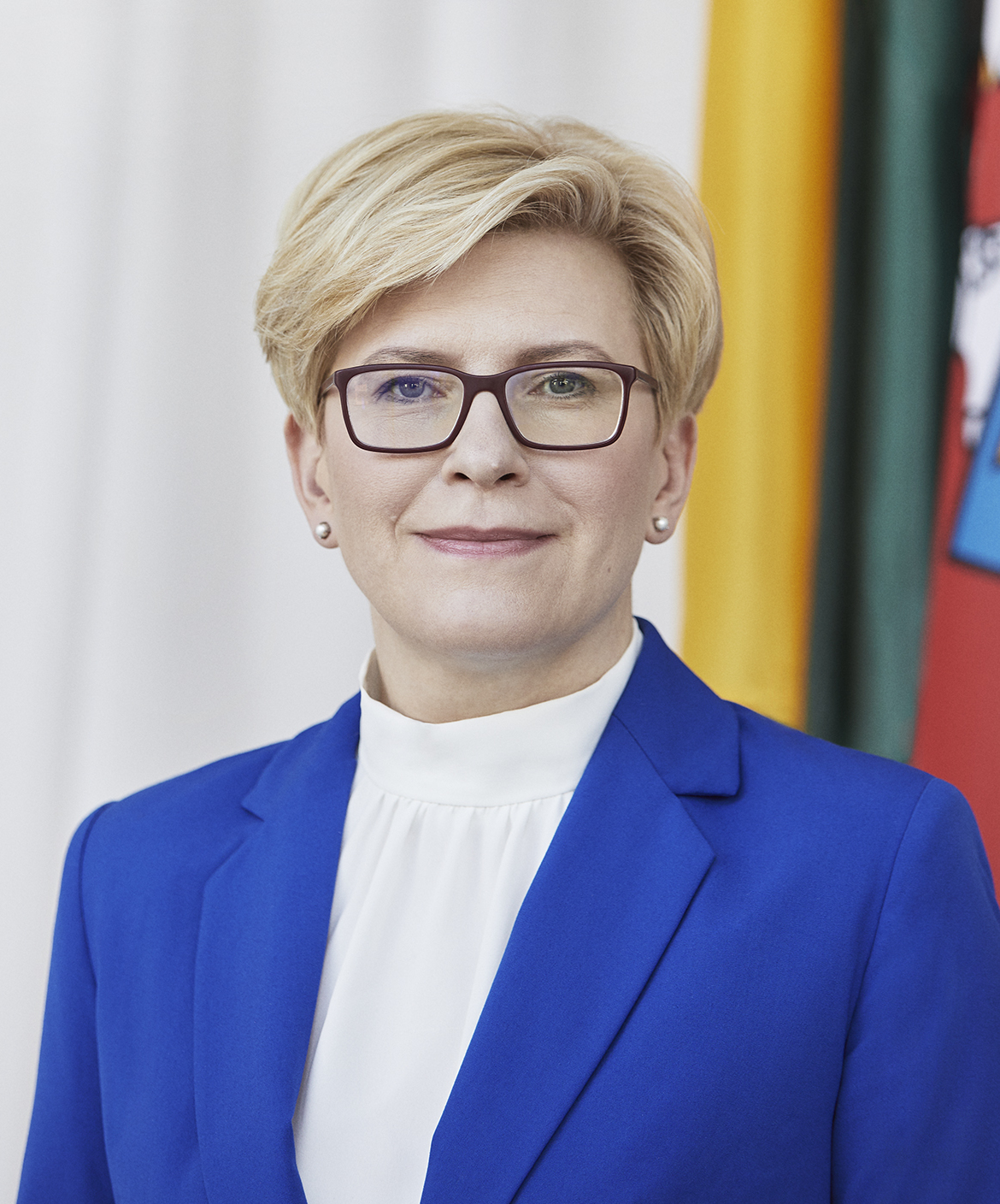
Ingrida Šimonytė

Comme en 2016, le premier tour des législatives précédentes, en 2020, voit l'Union de la patrie - Chrétiens-démocrates (TS-LKD) arriver en tête suivie de l'Union agraire et des verts (LVŽS), alors au pouvoir. Des deux formations conservatrices, seule la première est cependant en hausse, la LVŽS enregistrant quant à elle une baisse de sa part des voix. Le Parti social-démocrate lituanien (LSDP) subit lui aussi un fort recul, victime de la scission d'une partie de ses membres ayant formé le Parti social-démocrate travailliste. Le scrutin à la proportionnelle voit également la progression du Parti du travail (DP) — qui double sa part des voix et se pose en faiseur de rois du fait de son idéologie centriste —, et l'entrée au parlement du Parti de la liberté, une formation progressiste qui crée la surprise en réunissant près d'un électeur sur dix pour sa première participation à une élection nationale,.
Cheffe de file de la TS-LKD, à laquelle elle n'appartient pas, l'ancienne ministre des Finances Ingrida Šimonytė obtient le soutien d'une coalition réunissant les chrétiens-démocrates, le Parti de la liberté et le Mouvement libéral (LRLS),. Les trois partis font une déclaration commune en ce sens dès le lendemain du second tour. Après des consultations menées par le président de la République Gitanas Nausėda, un accord de coalition est signé le 9 novembre par Gabrielius Landsbergis, Viktorija Čmilytė-Nielsen et Aušrinė Armonaitė, les dirigeants respectifs de la TS-LKD, du LRLS et du DP, qui s'accordent sur une alliance garantissant au futur gouvernement une majorité absolue de 74 députés sur 141. L'accord amène le 13 novembre à l’élection à la présidence du Seimas de Viktorija Čmilytė-Nielsen, du Mouvement libéral, et à la désignation d'Ingrida Šimonytė au poste de Première ministre le 24 novembre,. Le Gouvernement Šimonytė prend officiellement ses fonctions le 11 décembre suivant en recevant la confiance des députés par 78 voix favorables, 30 contre et 20 abstentions.
La LVŽS devient la première force de l'opposition, mais la perte du pouvoir provoque d'importants conflits internes. L'union se scinde ainsi entre partisans de son président, Ramūnas Karbauskis, et ceux de l'ancien Premier ministre Saulius Skvernelis, qui s'opposent sur le rôle à jouer par la LVŽS dans l'opposition, et tentent chacun de placer des fidèles au sein du cabinet fantôme. Ces dissensions aboutissent à la scission d'une partie des membres du parti qui, menés par Skvernelis, forment en 2022 l'Union des Démocrates « Pour la Lituanie » (DSVL),

### Événements suivants

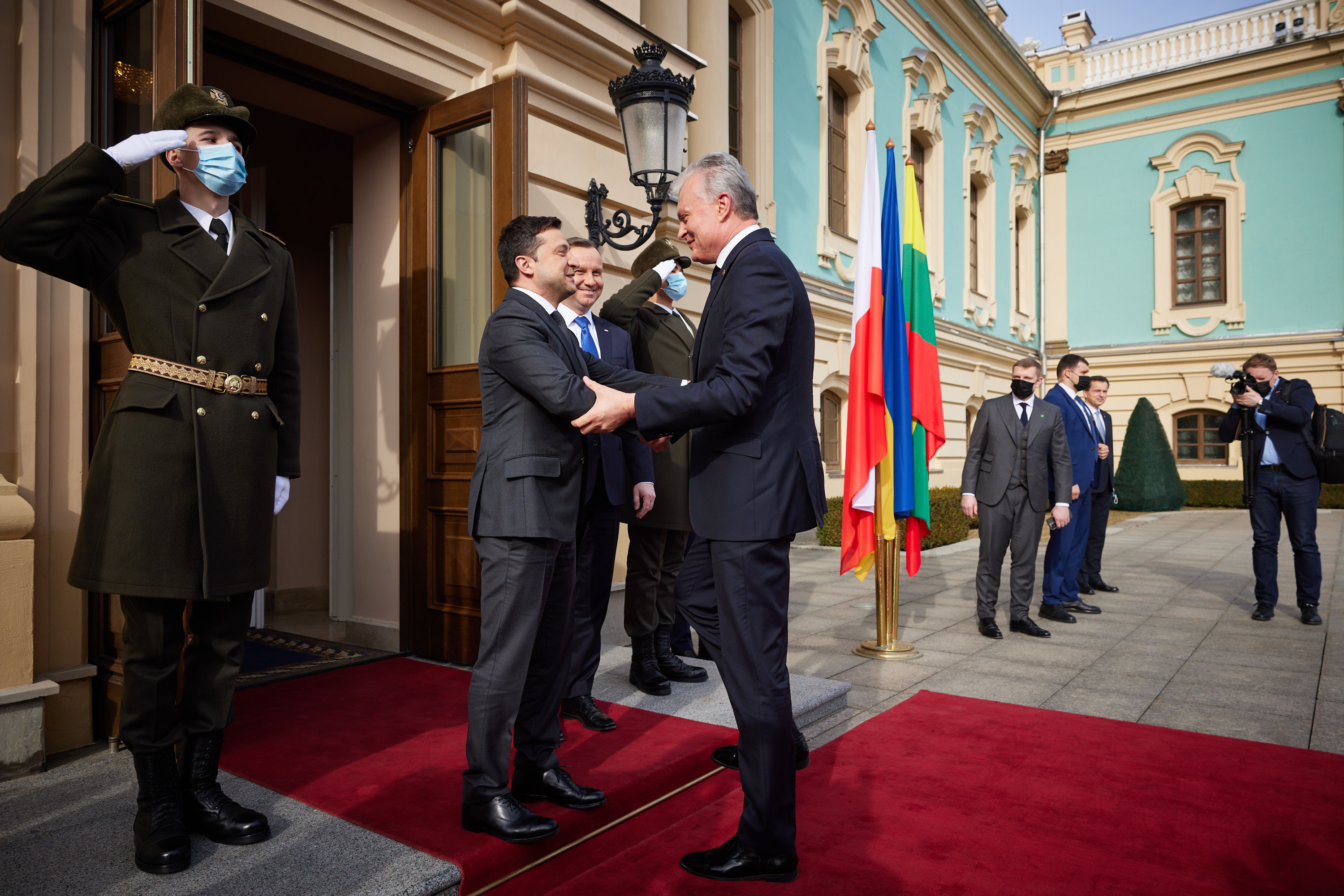
Le président Gitanas Nausėda rencontrant son homologue ukrainien Volodymyr Zelensky en 2022

Les partis composant le gouvernement sont par la suite confrontés à plusieurs échecs électoraux, avec l'arrivée en tête du Parti social-démocrate lituanien (LSDP) aux élections municipales de mars 2023 — repris en main par Vilija Blinkevičiūtė après sa victoire à la primaire organisée en 2021, le LSDP se hisse rapidement en tête des sondages électoraux, où il se maintient durablement — ainsi que l'échec de la Première ministre à remporter la présidence l'année suivante.
L'élection présidentielle de mai 2024 voit en effet la réélection du président Gitanas Nausėda, un indépendant soutenu par le LSDP et le Parti des régions lituaniennes (LRP). Arrivé largement en tête du premier tour avec 44 % des voix, il remporte de manière écrasante le ballotage l'opposant à la Première ministre Ingrida Šimonytė, en totalisant plus de 75 % des voix au second tour. La réélection du président sortant assure notamment la continuité de la politique étrangère lituanienne, qui apporte un soutien militaire et financier à l'Ukraine et se montre intransigeante vis-à-vis de la Russie, dans le contexte de l'invasion de l'Ukraine par la Russie en février 2022,.
L'élection est par ailleurs l'occasion pour le député Remigijus Žemaitaitis d'obtenir une plus large notoriété. Ancien membre de Liberté et justice (LT) avant son exclusion en mai 2023 pour des commentaires sur Facebook mêlant russophobie et antisémitisme, il fonde son propre parti, Aube du Niémen (NA), en vue de la présidentielle, où il arrive quatrième avec un peu moins de 10 % des voix,,. Son parti connaît par la suite une forte progression dans les sondages en amont des législatives, en parvenant à attirer un électorat de centre gauche et de centre droit sur fond de populisme et d'un antisémitisme très marqué, qui le voit qualifier les juifs de « parasites »,,.
Malgré ces reculs, l'Union de la patrie - Chrétiens-démocrates (TS-LKD) parvient à se reconstituer une popularité et déjoue les sondages en se maintenant en tête des élections européennes de juin 2024. Elle est notamment suivie du LSDP et de l'Union des Démocrates « Pour la Lituanie » (DSVL), avec un taux de participation de seulement 29 %, le deuxième plus bas de l'histoire du pays pour ces élections, qui souffrent comme lors du record de 2009 de leur tenue désynchronisée d'autres scrutins nationaux. L'échec du Parti du travail (DP) à remporter un siège de député européen malgré ses attentes provoque par ailleurs une crise au sein du parti, au point de provoquer le départ de la quasi-totalité de ses députés et l'effondrement de son groupe parlementaire. Cette situation amène le Parti du travail à se coaliser avec le Parti chrétien-démocrate (LKDP) et le Parti samogitien (ŽP) pour former la Coalition pour la paix (TK) en vue des élections de 2024.

## Système électoral

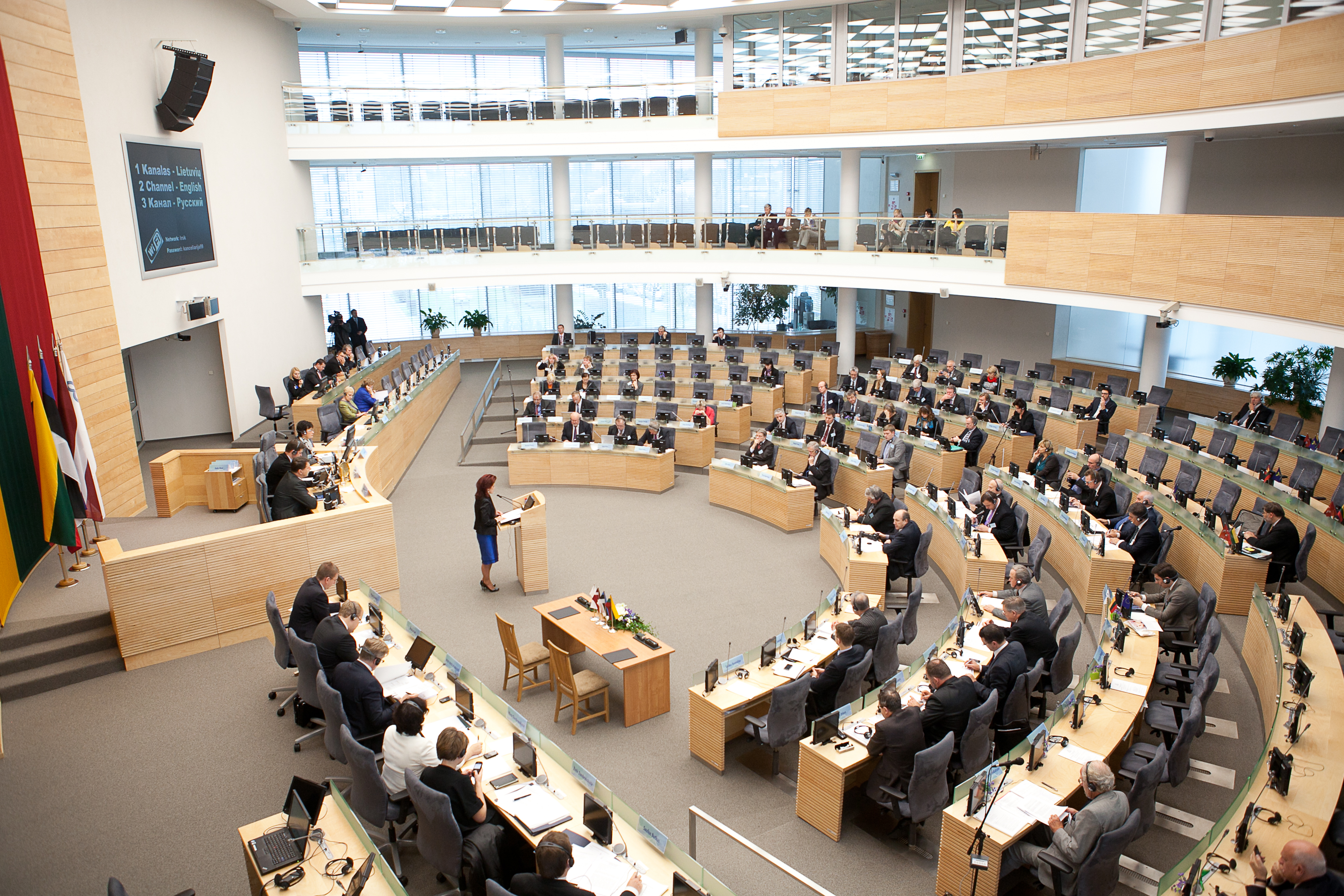
Hémicycle du Seimas

Le Seimas est un parlement unicaméral doté de 141 sièges pourvus pour quatre ans selon un mode de scrutin parallèle. Sont ainsi à pourvoir 71 sièges selon une version modifiée du scrutin uninominal majoritaire à deux tours dans autant de circonscriptions électorales. Les candidats arrivés en tête au premier tour sont élus s'ils obtiennent la majorité absolue de l'ensemble des voix, y compris les votes blancs et nuls, et si la participation franchit le quorum de 40 % des inscrits sur les listes électorales dans leurs circonscriptions. À défaut, un second tour est organisé entre les deux candidats arrivés en tête, et celui recueillant le plus de voix est élu. Cependant, si la participation est là aussi inférieure à 40 %, l'ensemble du processus électoral est recommencé dans la circonscription concernée,.
À ces sièges majoritaires se rajoutent 70 sièges pourvus au scrutin proportionnel plurinominal avec listes ouvertes, vote préférentiel et seuil électoral de 5 % dans une unique circonscription nationale. Les électeurs ont la possibilité d'exprimer un vote préférentiel pour l'un des candidats de la liste qu'ils choisissent afin de faire monter sa place dans celle-ci. Après décompte des suffrages, les sièges sont répartis selon la méthode de la plus forte moyenne à toutes les listes ayant franchi le seuil électoral. Ce dernier est fixé à 5 % de l'ensemble des votes valides, blancs et nuls, mais passe à 7 % pour les coalitions de plusieurs partis. Une fois que les listes se sont vu allouer leurs sièges, ceux-ci sont répartis en priorité aux candidats ayant recueilli le plus de votes préférentiels,.
Un amendement de la constitution voté en avril 2022 a abaissé de 25 à 21 ans l'âge requis, au moment du vote, pour être élu député. Les candidats doivent par ailleurs avoir leur résidence permanente en Lituanie, ne pas avoir été condamné à de la prison dans les 65 jours précédant le scrutin, et ne pas être affidé à un autre pays. Une modification de la loi électorale adoptée le 23 juin suivant a mis fin à l'interdiction de faire campagne la veille des élections, et autorisé la création d'une éventuelle circonscription dédiée à la diaspora

## Forces en présence
| Parti | Parti                                                                                                | Idéologie                                                                              | Tête de liste         | Résultats en 2020 |
| ----- | --- | -------------------------------------------------------------------------------------- | --------------------- | ----------------- |
|       | Union de la patrie - Chrétiens-démocrates Tėvynės sąjunga - Lietuvos krikščionys demokratai (TS-LKD) | Centre droit Conservatisme, démocratie chrétienne, libéralisme                         | Ingrida Šimonytė      | 25,77 % 50 sièges |
|       | Union agraire et des verts Lietuvos valstiečių ir žaliųjų sąjunga (LVŽS)                             | Centre à centre droit Agrarisme, technocratie, conservatisme                           | Ramūnas Karbauskis    | 18,07 % 32 sièges |
|       | Parti du travail Darbo partija (DP)                                                                  | Centre Social-libéralisme, populisme                                                   | Viktoras Uspaskich    | 9,77 % 10 sièges  |
|       | Parti social-démocrate Lietuvos socialdemokratų partija (LSDP)                                       | Centre gauche Social-démocratie, progressisme                                          | Vilija Blinkevičiūtė  | 9,58 % 13 sièges  |
|       | Mouvement libéral Lietuvos Respublikos Liberalų sąjūdis (LRLS)                                       | Centre droit Libéralisme, europhilie                                                   | Viktorija Čmilytė     | 7,04 % 13 sièges  |
|       | Parti de la liberté Laisvės partija (LP)                                                             | Centre Social-libéralisme, droits LGBT, féminisme, europhilie                          | Aušrinė Armonaitė     | 9,45 % 11 sièges  |
|       | Union des Démocrates « Pour la Lituanie » Demokratų sąjunga „Vardan Lietuvos“ (DSVL)                 | Centre gauche Social-démocratie, écologie politique, conservatisme écologique          | Saulius Skvernelis    | Nouveau           |
|       | Aube du Niémen Nemuno aušra (NA)                                                                     | Centre gauche à droite Populisme, régionalisme, libéralisme classique, euroscepticisme | Remigijus Žemaitaitis | Nouveau           |

## Résultats
|                        |                                                    |                 |                 |                 |                 |                  |                  |                  |                  |                  |                  |                  |                  |              |               |  |
| Parti                  | Parti                                              | Proportionnelle | Proportionnelle | Proportionnelle | Proportionnelle | Circonscriptions | Circonscriptions | Circonscriptions | Circonscriptions | Circonscriptions | Circonscriptions | Circonscriptions | Circonscriptions | Total Sièges | +/-           |  |
| Parti                  | Parti                                              | Proportionnelle | Proportionnelle | Proportionnelle | Proportionnelle | Premier tour     | Premier tour     | Premier tour     | Second tour      | Second tour      | Second tour      | Total            | +/-              | Total Sièges | +/-           |  |
| Parti                  | Parti                                              | Votes           | %               | +/-             | S.              | Votes            | %                | S.               | Votes            | %                | S.               | Total            | +/-              | Total Sièges | +/-           |  |
|                        | Parti social-démocrate (LSDP)                      | 240 253         | 19,70           | 10,12           | 18              | 225 638          | 18,84            | 2                | 290 419          | 34,29            | 32               | 34               | 29               | 52           | 39            |  |
|                        | Union de la patrie - Chrétiens-démocrates (TS-LKD) | 222 026         | 18,35           | 7,42            | 17              | 231 394          | 19,32            | 1                | 210 964          | 24,91            | 10               | 11               | 16               | 28           | 22            |  |
|                        | Aube du Niémen (NA)                                | 186 305         | 15,26           | Nv.             | 14              | 129 641          | 10,82            | 1                | 77 508           | 9,15             | 5                | 6                | 6                | 20           | 20            |  |
|                        | Union des Démocrates « Pour la Lituanie » (DSVL)   | 114 792         | 9,40            | Nv.             | 8               | 105 330          | 8,79             | 0                | 64 013           | 7,56             | 6                | 6                | 6                | 14           | 14            |  |
|                        | Mouvement libéral (LRLS)                           | 95 868          | 7,85            | 0,81            | 7               | 108 493          | 9,06             | 1                | 56 447           | 6,67             | 4                | 5                | 2                | 12           | 1             |  |
|                        | Union agraire et des verts (LVŽS)                  | 87 374          | 7,16            | 10,91           | 6               | 115 083          | 9,61             | 0                | 53 264           | 6,29             | 2                | 2                | 14               | 8            | 24            |  |
|                        | Parti de la liberté (LP)                           | 56 379          | 4,62            | 4,83            | 0               | 54 356           | 4,54             | 0                | 21 539           | 2,54             | 0                | 0                | 3                | 0            | 11            |  |
|                        | Action électorale polonaise (LLRA)                 | 48 288          | 3,96            | 1,01            | 0               | 51 057           | 4,26             | 2                | 19 042           | 2,25             | 1                | 3                | en stagnation    | 3            | en stagnation |  |
|                        | Alliance nationale (NS)                            | 35 726          | 2,93            | 0,72            | 0               | 24 080           | 2,01             | 0                | 7 860            | 0,93             | 1                | 1                | 1                | 1            | 1             |  |
|                        | Parti populaire lituanien (LLP)                    | 32 813          | 2,69            | 2,43            | 0               | 5 223            | 0,44             | 0                |                  |                  |                  | 0                | en stagnation    | 0            | en stagnation |  |
|                        | Coalition pour la paix (TK)                        | 27 362          | 2,24            | 7,53            | 0               | 26 802           | 2,24             | 0                |                  |                  |                  | 0                | 1                | 0            | 10            |  |
|                        | Parti des régions lituaniennes (LRP)               | 23 547          | 1,93            | 1,35            | 0               | 40 008           | 3,34             | 0                | 17 253           | 2,04             | 0                | 0                | 3                | 0            | 3             |  |
|                        | Parti vert (LŽP)                                   | 21 002          | 1,72            | 0,02            | 0               | 22 182           | 1,85             | 0                |                  |                  |                  | 0                | 1                | 0            | 1             |  |
|                        | Union Peuple et Justice (TTS)                      | 17 218          | 1,41            | 0,95            | 0               | 21 914           | 1,83             | 0                |                  |                  |                  | 0                | en stagnation    | 0            | en stagnation |  |
|                        | Liberté et justice (PLT)                           | 9 367           | 0,77            | 1,29            | 0               | 10 484           | 0,88             | 0                | 11 531           | 1,36             | 1                | 1                | en stagnation    | 1            | en stagnation |  |
|                        | Indépendants                                       |                 |                 |                 |                 | 26 044           | 2,17             | 1                | 17 025           | 2,01             | 1                | 2                | 2                | 2            | 2             |  |
|                        |                                                    |                 |                 |                 |                 |                  |                  |                  |                  |                  |                  |                  |                  |              |               |  |
| Suffrages exprimés     | Suffrages exprimés                                 | 1 220 570       | 98,07           |                 |                 | 1 197 729        | 96,28            |                  | 846 865          | 96,39            |                  |                  |                  |              |               |  |
| Votes blancs et nuls   | Votes blancs et nuls                               | 24 047          | 1,93            | 46 321          | 3,72            | 31 745           | 3,61             |                  |                  |                  |                  |                  |                  |              |               |  |
| Total                  | Total                                              | 1 244 617       | 100             | –               | 70              | 1 244 050        | 100              | 8                | 878 610          | 100              | 63               | 71               | –                | 141          | en stagnation |  |
| Abstentions            | Abstentions                                        | 1 143 096       | 47,80           |                 |                 | 1 143 658        | 47,82            |                  | 1 242 952        | 58,59            |                  |                  |                  |              |               |  |
| Inscrits/Participation | Inscrits/Participation                             | 2 384 368       | 52,20           | 2 384 368       | 52,18           | 2 121 562        | 41,41            |                  |                  |                  |                  |                  |                  |              |               |  |

## Cartes

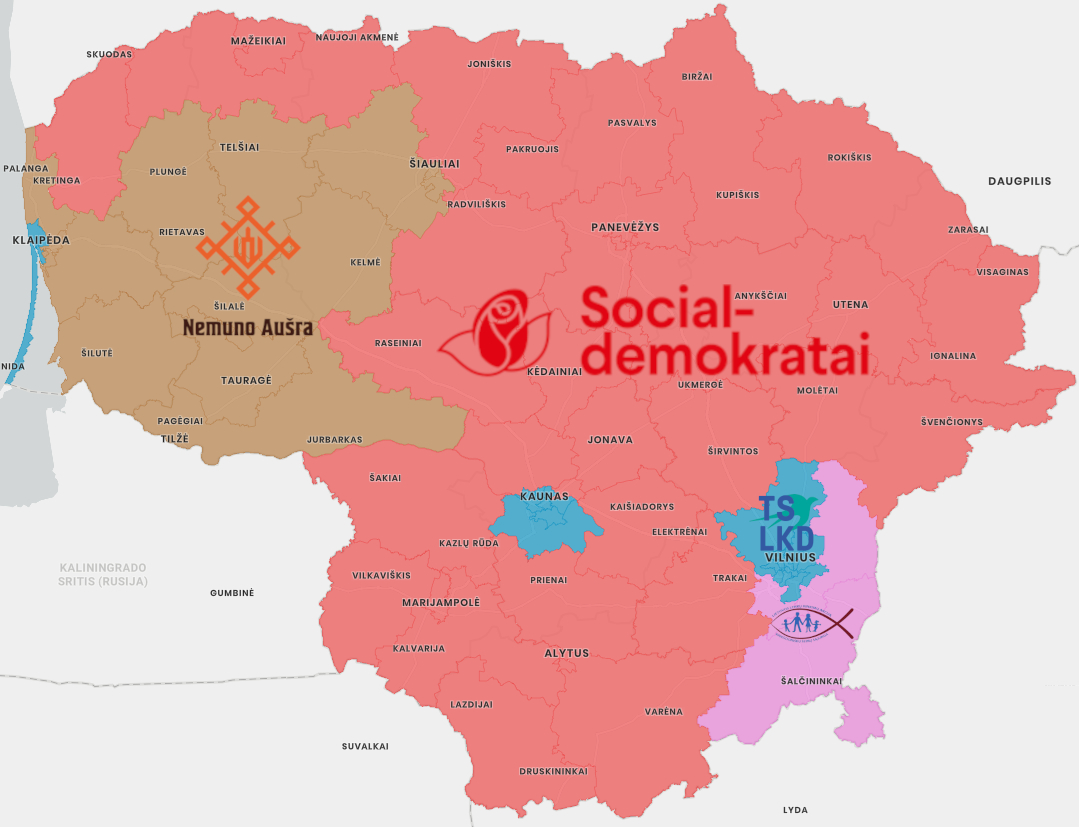
Parti arrivé en tête au 1er tour par district électoral
Parti arrivé en tête au 1er tour par circonscription, et duels pour le 2d
Parti vainqueur dès le 1er tour dans les circonscriptions
Parti vainqueur dans les circonscriptions à l'issue du 2d tour
Parti vainqueur dans les circonscriptions à l'issue du 2d tour, en cartogramme

## Analyse

### Premier tour

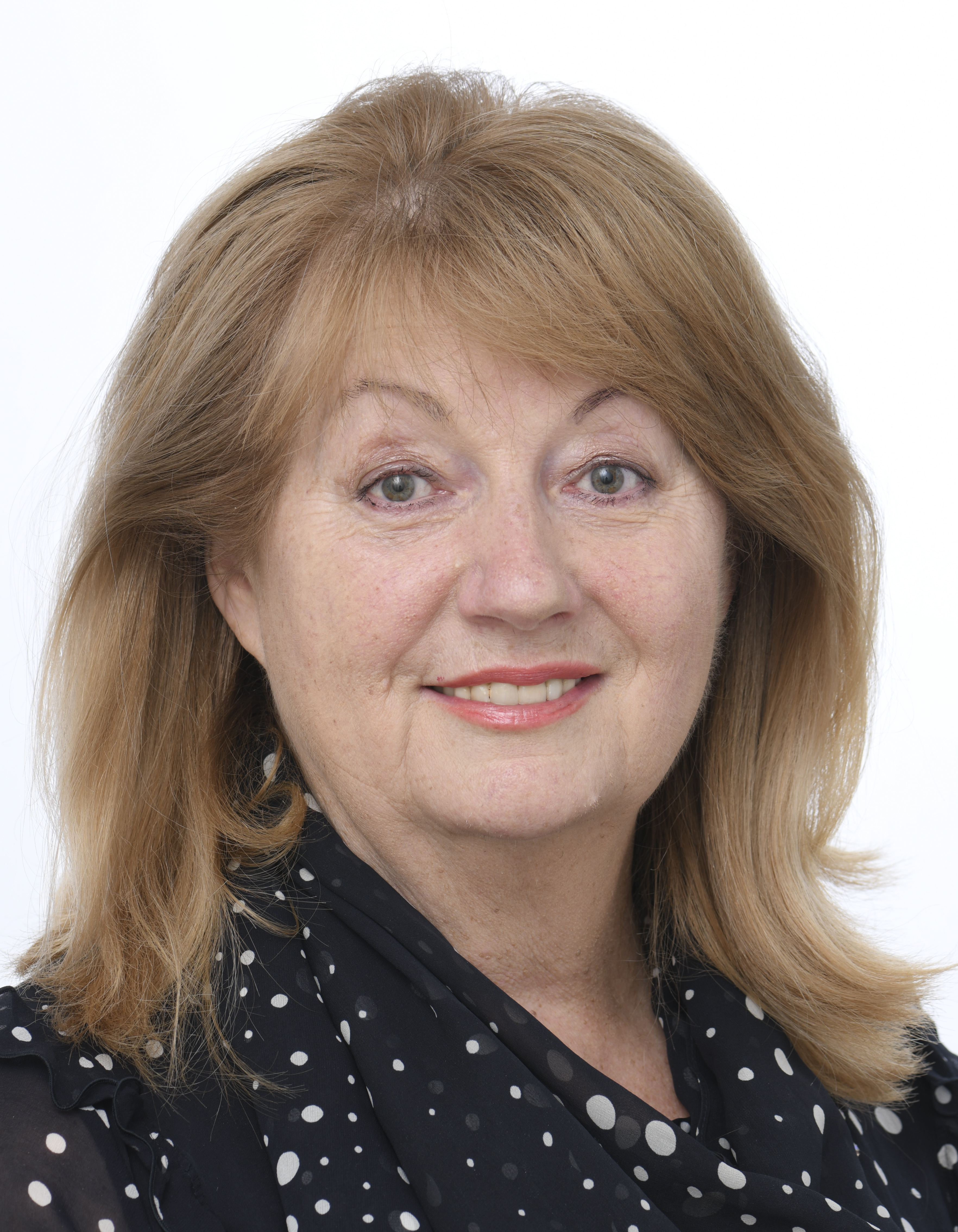
Vilija Blinkevičiūtė

La participation au premier tour s'établit à 52 %, en progression par rapport aux précédentes élections, où elle avait été de 47 %. Comme annoncé dans les sondages, le premier tour voit le succès du Parti social-démocrate lituanien (LSDP), qui se hausse en première place avec une large avance sur ses opposants, ce qui amène sa dirigeante Vilija Blinkevičiūtė à déclarer que « Le temps des conservateurs est révolu ». Le LSDP bénéficie d'une campagne axée sur les thèmes économique et social, dont notamment une augmentation de l'impôt progressif sur les plus riches couplée à une baisse de ceux des familles avec enfants, une réduction de la TVA, une taxation plus importante des produits de luxe ainsi qu'une augmentation des budgets des services sociaux et des pensions. Dominée par la question du pouvoir d'achat malgré une économie en bien meilleure posture que ses voisins européens avec une croissance attendue de 3,1 % en 2025 et des salaires en hausse, la campagne électorale avait ainsi vu s'imposer les problèmes des classes populaires, des jeunes et des retraités, confrontés à une difficulté croissante à faire face au coût de la vie. 
Bien que reléguée au second plan, la gestion de la guerre en Ukraine et de l'immigration aurait également pesé sur la campagne en pénalisant le gouvernement tout en favorisant le vote pour des formations populistes. Première d'entre elles, l'Aube du Niémen fondée par Remigijus Žemaitaitis arrive en troisième place avec plus de 15 % des voix pour sa première participation à des élections législatives, mais souffre de son passif d'antisémitisme, qui amène la plupart des autres formations à promettre de l'exclure de tout gouvernement,. Pour autant, cette exclusion anticipée n'empêche pas le parti de promettre d'apporter son soutien à Blinkevičiūtė pour sa nomination en tant que Première ministre. Aube du Niémen est suivi de l'Union des Démocrates « Pour la Lituanie » (DSVL) de Saulius Skvernelis, qui sort vainqueur de sa scission d'avec l'Union lituanienne agraire et des verts (LVŽS), qui arrive sixième. Dès le lendemain du premier tour, Blinkevičiūtė et Skvernelis s'entendent publiquement sur une alliance en vue du second tour et de la formation d'un gouvernement de coalition, tandis que la dirigeante du LSDP appelle également la LVŽS à travailler avec elle.
Bien qu'arrivé deuxième, l'Union de la patrie - Chrétiens-démocrates lituaniens (TS-LKD) de la Première ministre Ingrida Šimonytė subit un important recul, tandis que ses alliés connaissent entre eux des résultats radicalement opposés. Le Mouvement libéral (LRLS) se maintient en effet et connait même une légère progression, là où le Parti de la liberté (LP) échoue à atteindre le seuil électoral de 5 %. La dirigeante de ce dernier, Aušrinė Armonaitė, démissionne le 3 novembre.

### Second tour
Le second tour organisé le 27 octobre confirme la victoire du LSDP, qui remporte un total de 52 sièges sur 141. Sur ses 37 candidats qualifiés, 32 l'emportent dans leur circonscription, soit bien plus que ce qu'espérait alors le parti. Il remporte notamment pour la première fois depuis 1992 un siège dans la seconde ville du pays, Kaunas, pourtant bastion de la TS-LKD. Cette dernière subit quant à elle un revers historique. Malgré la qualification de 33 de ses candidats — ce qui lui laissait espérer de rattraper le retard d'un siège sur le LSDP au premier tour — la formation conservatrice ne l'emporte finalement que dans dix circonscriptions, ses rivaux profitant d'un effet « tout sauf les conservateurs ». Le lendemain même, Gabrielius Landsbergis annonce sa démission de son poste de dirigeant de la TS-LKD au vu de la défaite du parti et de son échec personnel à l'emporter dans la circonscription de Centro-Žaliakalnio. Il appelle les membres du parti à choisir Ingrida Šimonytė pour lui succéder, la ministre de l'éducation Radvilė Morkūnaitė-Mikulėnienė assurant l'intérim.
La victoire de la LSDP est cependant suivi trois jours plus tard de l'annonce par Vilija Blinkevičiūtė de son renoncement au poste de Première ministre, pour des raisons d'âge et de santé. Sur sa proposition, son prédécesseur à la tête du LSDP, Gintautas Paluckas, devient le candidat du parti pour ce poste.
Le second tour confirme par ailleurs l'échec de plusieurs partis dont le Parti du travail et le Parti des régions à maintenir une représentation au Seimas. A la tête de ce dernier, Jonas Pinskus démissionne le 6 novembre. Bien qu'arrivé troisième du scrutin, Aube du Niémen ne parvient à faire élire que cinq de ses treize candidats qualifiés au second tour. Cet échec est attribué au caractère nouveau du parti, les nouvelles formations politiques lituaniennes qui parviennent à obtenir de bons résultats à la proportionnelle n'arrivant souvent pas pour autant à en faire de même au scrutin majoritaire par manque de notoriété de leur candidats.

## Formation du gouvernement

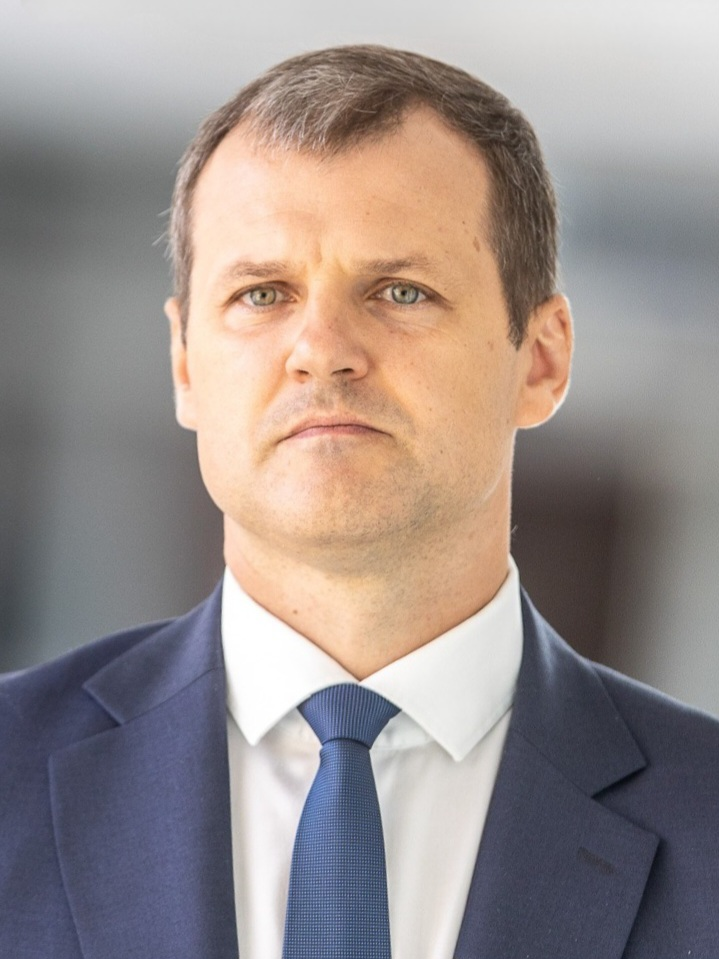
Gintautas Paluckas

Le Parti social-démocrate (LSDP) provoque la surprise en invitant le 7 novembre l'Union des Démocrates « Pour la Lituanie » (DSVL) et Aube du Niémen (NA) à des négociations en vue de la formation d'un gouvernement. Cette ouverture envers NA, rejeté lors de la campagne électorale en raison de ses positions antisémites, provoque de vives critiques aussi bien en Lituanie qu'à l'étranger,. Les dirigeants du LSDP et de NA accusent leurs adversaires politiques d'avoir organiser ces critiques extérieures via leurs connexions internationales. Gintautas Paluckas tente néanmoins de rassurer ses partenaires en promettant d'exclure Remigijus Žemaitaitis du nouveau gouvernement.
Le 19 novembre, le président Gitanas Nausėda nomme Paluckas Premier ministre,. Il reçoit deux jours plus tard la confiance des députés par 88 voix pour, 34 contre, et six abstentions, ouvrant ainsi un délai de quinze jours pour la formation d'un nouveau gouvernement,.
Le programme du gouvernement est dévoilé le 4 décembre. Il est suivi, quelques heures plus tard, de la nomination de la plupart des ministres par le chef de l'État, à l'exception de ceux de l'Environnement et de la Justice, attribués à Aube du Niémen mais dont les candidats au profil technocratique n'ont pas convaincu Gintautas Paluckas. Le 11 décembre, le président procède aux nominations en attente, Aube du Niémen ayant proposé deux nouveaux candidats pour les postes non-pourvus, assurant ainsi la formation complète du nouvel exécutif.
Le Seimas approuve le programme du gouvernement le 12 décembre par 85 voix pour, 14 voix contre et 28 abstentions, ce qui permet l'assermentation et la prise de fonction de l'ensemble de l'exécutif dans la foulée.